# Amadou Camara
Amadou Camara, född 10 september 1994, är en guineansk simmare.
Camara tävlade för Guinea vid olympiska sommarspelen 2016 i Rio de Janeiro, där han blev utslagen i försöksheatet på 50 meter frisim.